# Laje (Bandeiras)
A Laje é um povoado português localizado na freguesia da Bandeiras, concelho da Madalena do Pico, ilha do Pico, arquipélago dos Açores. 
Este povoado localiza-se entre a freguesia das Bandeiras e o Farrobo, próximo ao Cachorro.